# Schwebebett
Mit Schwebebett bzw. Wirbelbett wird in der Technik ein Gemisch aus Feststoffen mit einer Flüssigkeit oder einem Gas bezeichnet. Die Strömung der Flüssigkeit oder dem Gas hindert die Feststoffe dabei daran, eine feste und kompakte Schicht zu bilden, wie es im Festbettreaktor der Fall ist.  
Die Feststoffe werden mit der Flüssigkeit oder dem Gas fluidisiert. Diese Gemische verhalten sich teilweise wie ein homogenes Medium. Während die Fluidisation beim 2-Stoffsystem Flüssigkeit/Feststoff meist als Schwebebett bezeichnet wird, spricht man bei dem System Gas/Feststoff von einem Wirbelbett. Siehe hierzu auch Wirbelschicht. Die Eigenschaften und Schichtzustände einer Wirbelschicht gelten weitgehend auch für ein Schwebebett.
Es kommen unterschiedliche Ausführungen eines Schwebebetts vor. Ein echtes Schwebebett wird durch eine obere Grenzschicht begrenzt. Über der Grenzschicht liegt eine feststoffarme Flüssigkeitsphase. Alternativ kann ein Schwebebett entweder im oberen Bereich durch ein Festbett begrenzt werden. 
Bewegen sich Feststoffe im gesamten Volumen der Flüssigkeit, spricht man auch hier teilweise von einem Wirbelbett.

## Anwendungen
Vorteilhaft bei den fluidisierten Systemen ist der gute Mischeffekt und die dadurch erleichterten Reaktionen. Die Bildung von Toträumen und schlecht durchflossenen Bereichen mit den möglichen Konzentrationsunterschieden, die im Festbett auftreten können, werden weitgehend vermieden. Ein günstiger Stoffübergang zwischen den beiden Phasen wird erreicht und der Verlauf einer chemischen Reaktion verbessert.
Weiterhin erfolgt in einem Schwebebett eine Klassifizierung der Feststoffe. Größere und spezifisch schwere Feststoffe reichern sich im unteren und kleinere und leichtere Teilchen in den oberen Bereichen des Schwebebettes an.
Nachfolgend einige Beispiele von technisch-chemischen Verfahren mit Schwebebetten unter Berücksichtigung der unterschiedlichen Typen:
Kombiniertes Schwebebett mit Festbett
Bei dem Schwebebettverfahren, das für den Ionenaustausch von Flüssigkeiten (bevorzugt Wasser) entwickelt wurde, wird ein Schwebebett gebildet. Bei diesem Verfahren sind mindestens ein Teil der Ionenaustauschharze fluidisiert und nicht Bestandteil des kompakten Harzbettes.
Echtes Schwebebett
Ein Verfahren mit einem Schwebebett ist die Entcarbonisierung in Schnellreaktoren. Bei diesem Verfahren wird die Carbonathärte in Wässern mit Kalkmilch ausgefällt. In den Reaktoren bilden sich aus feinen Sandpartikeln, die als Kristallisationskeime dienen, reaktionsfähige Hartkörner, an denen sich Calciumcarbonat abscheidet. Diese Hartkörner werden im Aufwärtsstrom des behandelten Wassers fluidisiert und bilden ein Schwebebett mit einer oberen Grenzschicht.
Echte Schwebebetten werden bei der Rückspülung von Ionenaustauschharzen gebildet. Hierdurch wird die Abtrennung und der Austrag während des Betriebes aufgenommener ungelöster Schmutzpartikel ermöglicht. Allerdings ist nur die Ausspülung spezifisch leichterer oder von Partikeln mit höherem Strömungswiderstand möglich. Ein Wirbelbett darf bei den Rückspülungen nicht gebildet werden, da dann auch Ionenaustauschharze mit ausgespült werden.
2-Phasen-Wirbel-Schwebebett
Ein relativ altes Verfahren, das allerdings eine Mischung von Wirbel- und Schwebebett darstellt, ist das Schweberösten in  Röstöfen. Bei diesem Verfahren ist die Phase Flüssigkeit nicht zugegen. Ein in der Praxis verwendetes Verfahren auf dieser Grundlage ist das Rösten sulfidischer Erze mit dem Sauerstoff der Luft zu Oxiden.
3-Phasen-Wirbel-Schwebebett
Bei dem Wirbel-Schwebebett-Biofilmverfahren, einem Reinigungsverfahren für die Abwasseraufbereitung, werden die Phasen Flüssigkeit (Wasser), Gas (Luft oder Sauerstoff) und  Feststoff verwendet. Die Ausführungen der Systeme sind je nach Hersteller unterschiedlich. Überwiegend ist kein Schwebebett, sondern ein Wirbelbett vorhanden. Kunststoffteilchen, beispielsweise Kugeln, werden abhängig von der Bauweise mit Luft intensiv in der gesamten Flüssigkeit oder auch nur in einer Kammer bei Mehrkammerausführungen umgewälzt und aufgewirbelt. Die für die Reinigung und dem Abbau der Schadstoffe im Wasser notwendige Biomasse wächst auf der Oberfläche der Kunststoffteilchen und ist dort weitgehend fixiert. Überschüssige und abgestorbene Biomasse wird ausgetragen und muss in einer weiteren Stufe zurückgehalten werden.